# Transport fluvio-maritime
 (novembre 2020).
Si vous disposez d'ouvrages ou d'articles de référence ou si vous connaissez des sites web de qualité traitant du thème abordé ici, merci de compléter l'article en donnant les références utiles à sa vérifiabilité et en les liant à la section « Notes et références ».
 (novembre 2020).
La mise en forme du texte ne suit pas les recommandations de Wikipédia : il faut le « wikifier ».
Les points d'amélioration suivants sont les cas les plus fréquents. Le détail des points à revoir est peut-être précisé sur la page de discussion.
- Les titres sont pré-formatés par le logiciel. Ils ne sont ni en capitales, ni en gras.
- Le texte ne doit pas être écrit en capitales (les noms de famille non plus), ni en gras, ni en italique, ni en « petit »…
- Le gras n'est utilisé que pour surligner le titre de l'article dans l'introduction, une seule fois.
- L'italique est rarement utilisé : mots en langue étrangère, titres d'œuvres, noms de bateaux, etc.
- Les citations ne sont pas en italique mais en corps de texte normal. Elles sont entourées par des guillemets français : « et ».
- Les listes à puces sont à éviter, des paragraphes rédigés étant largement préférés. Les tableaux sont à réserver à la présentation de données structurées (résultats, etc.).
- Les appels de note de bas de page (petits chiffres en exposant, introduits par l'outil «  Source ») sont à placer entre la fin de phrase et le point final[comme ça].
- Les liens internes (vers d'autres articles de Wikipédia) sont à choisir avec parcimonie. Créez des liens vers des articles approfondissant le sujet. Les termes génériques sans rapport avec le sujet sont à éviter, ainsi que les répétitions de liens vers un même terme.
- Les liens externes sont à placer uniquement dans une section « Liens externes », à la fin de l'article. Ces liens sont à choisir avec parcimonie suivant les règles définies. Si un lien sert de source à l'article, son insertion dans le texte est à faire par les notes de bas de page.
- La présentation des références doit suivre les conventions bibliographiques. Il est recommandé d'utiliser les modèles {{Ouvrage}}, {{Chapitre}}, {{Article}}, {{Lien web}} et/ou {{Bibliographie}}. Le mode d'édition visuel peut mettre en forme automatiquement les références.
- Insérer une infobox (cadre d'informations à droite) n'est pas obligatoire pour parachever la mise en page.

Pour une aide détaillée, merci de consulter Aide:Wikification.
Si vous pensez que ces points ont été résolus, vous pouvez retirer ce bandeau et améliorer la mise en forme d'un autre article.

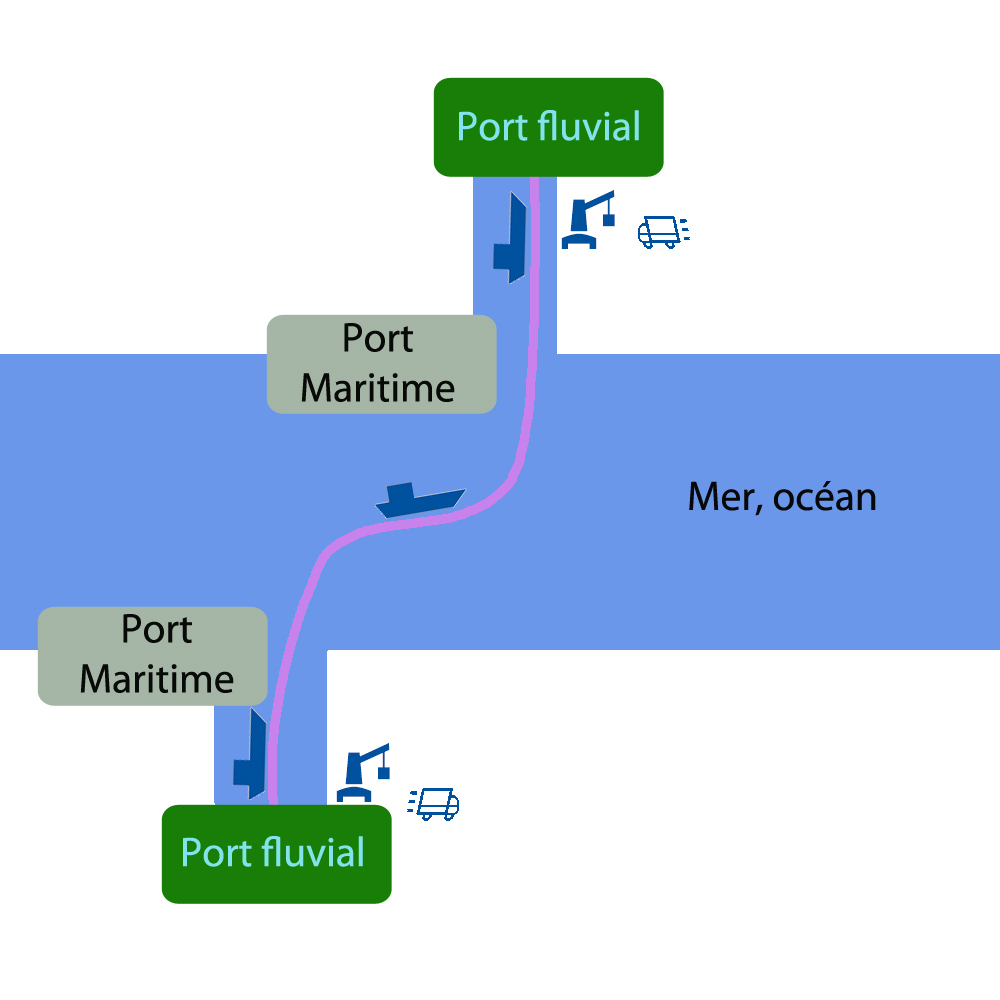
La logistique fluvio-maritime permet de passer directement de la mer à un port fluvial. (À noter : à cause de leur gabarit, les navires fluvio-maritimes ne sont pas conçus pour des liaisons trans-océaniques)

Le transport fluvio-maritime désigne un transport de « bout en bout » effectué par un même navire en mer et sur un segment de fleuve. Le navire peut être conventionnel ou posséder une architecture particulière et des équipements présents à bord lui permettant de naviguer en mer et de se conformer aux contraintes du fleuve.
Le navire utilisé peut ainsi assurer des liaisons entre un port maritime et un port intérieur fluvial en « droiture » (terme consacré qui indique qu’il n’y a pas de transbordement de la marchandise), il n’y a donc pas de manutention intermédiaire entre le port de chargement et le port de déchargement même si celui-ci est à l’intérieur des terres.
C’est donc le même navire qui après avoir chargé une cargaison à Tunis se présente DIRECTEMENT au déchargement au port de Villefranche-sur-Saône, par exemple.
Les navires fluvio-maritimes sont des navires de mer adaptés à la navigation intérieure, ils relèvent du droit maritime. C’est un navire de mer sur le fleuve et non une péniche qui navigue en mer.
Si le terme fluvio-maritime relève d'une logistique particulière ayant généré une flotte propre, l'inverse et tout à la fois le complémentaire s'applique à des biefs où se côtoient d’authentiques navires de haute mer avec des bâtiments fluviaux. Le néologisme maritimo-fluvial permet de distinguer l'un de l'autre.

## Historique
Sans remonter jusqu’au XVIe siècle où la marine d’Arles utilisait des « allèges » (bateaux à voile mixtes fleuve-mer) qui assuraient les échanges entre la vallée du Rhône et les côtes méditerranéennes, ni aux années 1950 ou une péniche dénommée « PARIS » a été adaptée pour naviguer en mer, les fluvio-maritimes des « temps modernes » sont de création récente et ont souvent été construits à l’initiative de chargeurs pour répondre à des défis logistiques spécifiques.
C’est en 1976, lors de la construction de la centrale nucléaire de Tricastin, que les premiers fluvio-maritimes ont navigué sous contrat sur le Rhône pour transporter en droiture des masses indivisibles et fragiles venues d’Espagne et d’Italie.
L'histoire du fluvio-maritime est également marquée par la construction de navires en série dans les pays de l'Est. L'ex-Union soviétique notamment dispose de grands fleuves navigables et de canaux à grand gabarit accessibles à la navigation fluvio-maritime.

### Fluvio-maritimes avant la lettre

#### La goélette du Saint-Laurent
Dès l’apparition de la motorisation à vapeur, ce voilier a connu diverses modifications pour s’adapter aux conditions rigoureuses du Golfe Saint-Laurent et de la façade maritime du Dominion.
Essentiellement construite dans des chantiers réputés disséminés le long de l'estuaire maritime de l'époque (de l'île-aux-Coudres à celle d'Orléans), la goélette de bois pouvait aussi bien affronter le mauvais temps dans le golfe et au large ; s’échouer à marée basse bien à plat sur le fond dans une baie bien protégée (et, comme celle des Escoumins, régulièrement érochée à cette fin) ; accoster l’un des chenaux de l'archipel du lac Saint-Pierre pour y charger du foin; et, le mât baissé - ou même transformée en simple barge –, le transporter jusqu’au lucratif marché de New York ; emprunter les canaux de Lachine et de Beauharnois ; remonter le fleuve au moins jusque Kingston, et même au-delà jusqu'à la « mer intérieure » du Grand-Lac Ontario…
Véritables fluvio-maritimes avant la lettre, en dépit de leurs dimensions modestes, ces navires étaient en mesure d’affronter les rudes tempêtes du large et du golfe, mais, vu leur motorisation « fluviale » réduite (parfois guère plus de quelques dizaines de CV au début), pas d’affronter les courants de marée jusqu’à 7 kn (13 km/h).
De faible tirant d’eau, les goélettes pouvaient se faufiler dans nombre d’affluents secondaires, parfois jusqu’à des quais dédiés. etc. Exemples : l'inextricable dédale des « chenails » des Cent-îles; sur le chemin du Roy, par le pont autrefois tournant sur la rivière Batiscan, accès à Sainte-Geneviève 8 km en amont.
Un documentaire évoque la construction de la dernière des goélettes en bois, le Jean Richard, lancé en 1 959.

#### Les lacquiers du canal de Lachine
Dès le deuxième élargissement des canaux de Lachine (1873) et Welland, la goélette a évolué en lacquiers et caneliers à coque métallique. Les Grands Lacs étant « de véritables mers intérieures », il fallait la précision dans les manœuvres d’approche au port, d’accostage au quai et dans les écluses, tout en conservant la facilité de chargement et de déchargement de la goélette.
Comme pour cette dernière, le franc-bord est assez élevé. Différence fondamentale, la timonerie est placée à la proue. Pendant près d’un siècle, cette disposition reste la caractéristique essentielle de cet ancêtre du fluvio-maritime même après l’élargissement du canal Welland et du creusement de la voie maritime du Saint-Laurent, et ce jusqu’à la généralisation des communications électroniques à bord de vraquiers.
Preuve de ce caractère maritime : en rectifiant les chenaux du Fleuve pour des navires de plus grand gabarit, nombre d’alignements ont été déplacés ou dédoublés. On peut voir les vestiges de ces gigantesques blocs de béton, certains très bien conservés, à Varennes, Contrecœur, Gentilly, et ailleurs…
Sauf pour les écluses, en Amérique du Nord, la réglementation et la signalisation sont dans l’ensemble les mêmes qu’il s’agisse du domaine maritime ou fluvial. D'où la difficulté sur ce continent de distinguer clairement le fluvial du maritime.

#### Au Vieux-Port de Montréal, des écluses de gabarit maritime
Lorsque les premières écluses du canal Lachine ont été approfondies à 6m, le « terminus de Montréal » a de facto donné accès aux navires océaniques aux importants bassins situés en amont. En l'absence de marées, on ne peut donc pas à proprement parler de bassins à flot même si la gestion des navires y revient au même. À la vérité, on peut – et doit – considérer cet aménagement comme le prolongement du bief maritimo-fluvial (voir plus bas) du Saint-Laurent où se côtoient les très différentes flottes maritimes et fluviales.  

#### Les tjalks des Pays-Bas
« Pouvant servir aussi bien pour la navigation fluviale que la navigation maritime », les tjalks traditionnels font aussi partie, dès le XVIIe s., de la catégorie des précurseurs de la navigation fluvio-maritime.

#### Autres précurseurs du fluvio-maritime
L'exemple du tjalk néerlandais ayant été rendu mondialement célèbre par la disparation du principal plan d'eau où il naviguait (le Zuiderzee et le lac d'Ijssel), toute embarcation, grande ou petite, développée dans un plan ou cours d'eau de plus de 4km de diamètre ou de longueur, est aussi un ancêtre du fluvio-maritime, surtout dans la mesure où elle y a côtoyé des bâtiments de rivière conventionnels.

##### En Europe
Même si l'Europe ne connaît aucun fleuve dont le débit moyen est de plus de 10 000m3/s, les biefs maritimo-fluviaux y sont relativement nombreux (voir ci-dessus).

##### En Asie
Près de la moitié de la vingtaine de fleuves dont le débit moyen est de plus de 10 000m3/s se trouvant en Asie (dont 4 en Sibérie), ce continent recèle de nombreux biefs maritimo-fluviaux à son échelle.
À titre d'exemple, la combinaison des ports de Ningbo-zhoustan et de Shanghai explique la raison pour laquelle ils drainent la proportion la plus importante du trafic maritime mondial, chacun d'eux se disputant la première place de peu.
L'explication se trouve dans le fait que le fleuve Huangpu qui les borde, « se trouve dans [le] vaste delta formé par l'embouchure du Yanzi Jiang naturellement navigable sur plus de 1 000km avec une pente de 2% seulement et une « largeur [...] entre 200 et 300 mètres dans les sections les plus étroites ». (Avec le barrage des Trois-Gorges, la portion accessible à la flotte fluviale (et fluvio-maritime (?) a considérablement augmenté, l'une des causes de la vitalité maritimo-fluviale du delta ayant nécessité la construction d'un nouveau port en eau profonde grâce au pont de Donghai, long de 33km.)

## Intérêt et potentialités du fluvio-maritime
Il y a de nombreux avantages à utiliser une chaîne de transport intermodal à maillon fluvio-maritime. En effet, l'économie générée par le recours à ce type de transport peut être appréciable dans la mesure où les ports fluviaux sont des petites structures dont les obligations réglementaires et statutaires (dockers, grutiers…) peuvent être réduites, les coûts de la manutention et des frais annexes sont donc plus faibles, par ailleurs le matériel de manutention utilisé est souvent mieux adapté à la taille des petites unités.
L'élimination d'une rupture de charge sera d'autant plus appréciable que cette rupture de charge est coûteuse. Ainsi le transport fluvio-maritime est-il un moyen idéal pour transporter des "colis lourds", des pièces fragiles ou de grande dimension.
Selon la localisation des entreprises qui envoient ou reçoivent les marchandises, l'utilisation du transport fluvio-maritime permet de résoudre différents problèmes :
- Celui de l’économie financière compte tenu de la réduction du nombre de manutentions extrêmement coûteuses du fait des moyens puissants mobilisés, de la technicité nécessaire et du faible niveau de concurrence… (grues de forte capacité rares sur le marché par exemple…)
- Celui de la circulation routière de convois exceptionnels (pour des colis lourds et/ou volumineux) car la partie de transport « terrestre » se fait via le fleuve.
- Celui de la limitation des risques de casse de pièces fragiles (risque important au cours de chaque manutentions)

Les trafics de colis lourds sont assez réguliers sur l'axe Rhône-Saône et les opérateurs spécialistes de ce type de trafic ont la volonté de transférer les transports sur le mode fluvial et fluvio-maritime dans la mesure du possible. En effet la réglementation routière est particulièrement contraignante et les dimensions des colis ne sont pas toujours compatibles avec un transfert par route.
Le transport sans rupture de charge possède aussi des attraits pour des marchandises en vrac particulières comme les céréales par exemple. L'absence de rupture de charge améliore la traçabilité du produit. De plus, l'absence de manutention évite de détériorer la marchandise (les manutentions successives cassent le grain) et d’éviter les pertes. Ces avantages sont assez sensibles pour que les céréaliers comptent parmi les principaux utilisateurs du fluvio-maritime.
Par ailleurs, les navires fluvio-maritimes sont particulièrement adaptés aux petits ports à fortes contraintes (longueur, largeur…) Ils ont largement contribué au développement de ports intérieurs modernes et bien équipés (Gennevilliers, Duisburg, Bâle, etc.) et inversement.

## Un transport avantageux mais contraint
Les principaux avantages du fluvio-maritime sont les suivants :
- réduction des ruptures de charge au bénéfice :
  - du coût global du transport
  - de la préservation du produit
- shuntage total ou partiel (en fonction des provenances / destinations) des ports maritimes, réputés coûteux.

Les contraintes sont dues en particulier :
- dimensions des caboteurs fluvio-maritime acceptables sur les cours d'eau empruntés
- le tirant d'air disponible ne permet pas toujours de charger une pontée sur le parcours fluvial.
- le tirant d’eau disponible le long du trajet ne permet pas toujours de le chargement du navire au maximum de sa capacité.
- coût élevé de construction des navires fluvio-maritimes, navires sophistiqués (passerelle télescopique, radar). Ce coût est à la fois plus élevé que celui des barges fluviales et que celui des caboteurs maritimes conventionnels.

## Défis logistiques
La niche des colis lourd et volumineux ne représente pas à lui seul un marché important. Il n'est pas en effet compatible avec les lignes régulières compte tenu de l’occupation d’une partie importante de la cale, ce type de produit est donc voué aux opérations dites de tramping.
L'avantage sera moins important pour d'autres types de produits en particulier sur les manutentions les moins coûteuses (vrac, conteneurs). Ces types de produits sont moins favorables au fluvio-maritime que les produits nécessitant des manutentions complexes et longues : marchandises diverses conventionnelles : grumes de bois, tuyaux, tôles, marchandises palettisées…

## Quelques chiffres

### Les trafics
| Place | Port                | Trafic 2008 (en tonnes) | Évolution 2008/2007 |
| ----- | ------------------- | ----------------------- | ------------------- |
| 1     | Arles               | 257 103                 | – 6 %               |
| 2     | Vienne Sud          | 200 094                 | – 9,9 %             |
| 3     | Bonnières-sur-Seine | 187 670                 | + 8,3 %             |
| 4     | Limay               | 170 479                 | – 24,1 %            |
| 5     | Lyon Herriot        | 137 204                 | – 27,2 %            |
| 6     | Chalon-sur-Saône    | 76 444                  | + 0,1 %             |
| 7     | Portes-lès-Valence  | 70117                   | + 18,0 %            |
| 8     | Gennevilliers       | 42 310                  | – 28 %              |
|       | Au niveau national  |                         | – 11,9 %            |

En 2008, les trafics fluvio-maritimes sur la Seine se sont portés à 447 000 tonnes de marchandises, soit une contraction de 11,9 % par rapport à 2007. En termes de prestations, cela correspond à un trafic de 110 millions de t-km (- 13,9 %).
Le port de Limay « perd » sa première place au profit de Bonnières qui a manutentionné 187 000 tonnes, soit une croissance de 8,3 %.
En 2008, près de 890 000 tonnes de marchandises ont emprunté le Rhône sur un navire fluvio-maritime (-25,3 %). En termes de prestations, cela correspond à un trafic de 198 millions de t-km (- 6,7 %).
Malgré une baisse de 6 % de ses trafics, Arles a conservé sa place de leader et a manutentionné 257 000 tonnes en 2008.
Le début de l’année 2008 a été supérieur à 2007 probablement grâce à un report du fluvial vers le fluvio-maritime en raison des grèves touchant les grutiers dans les ports maritimes.
Cependant, le 4e trimestre a subi une forte baisse en raison de la crise économique mondiale.

### La flotte
La flotte fluvio-maritime est très spécifique. En effet, pour être autorisés à naviguer en mer, les navires fluvio-maritimes doivent se conformer à toutes les législations maritimes en vigueur (OMI, convention SOLAS, convention MARPOL etc.) et donc posséder à bord tous les équipements nécessaires. Les navires doivent également se conformer aux exigences de la voie fluviale (radars par exemple).
On dénombre en France plus de soixante-cinq navires fluvio-maritimes fréquentant régulièrement les fleuves principaux.
- Sur la Seine : 45
- Sur le Rhône : 21

## Du navire fluvio-maritime au domaine maritimo-fluvial
Le bâtiment fluvio-maritime décrit ci-dessus est évidemment récent, mais précis : un caboteur fluvio-maritime qui navigue dans le domaine fluvial dont il respecte aussi la réglementation. Mais une mixité historiquement différente est encore en vigueur aujourd’hui : des unités fluviales partagent un bief commun avec des bâtiments maritimes.

### Le fluvio-maritime sur le Nil antique

#### Les flottes nilotiques maritime et fluviale
La navigation sur le Nil antique se caractérisait par la juxtaposition de flottes maritimes et fluviales, bien différentes l’une de l’autre :
| fluviale | FLOTTE NILOTIQUE | FLOTTE NILOTIQUE | FLOTTE NILOTIQUE | maritime |
| artisanale, légère, fragile, tressée en papyrus local ligaturé transversalement, propulsée à pagaies et à perches sans gouvernail | artisanale, légère, fragile, tressée en papyrus local ligaturé transversalement, propulsée à pagaies et à perches sans gouvernail |                  | construite et assemblée en bois (souvent importé), réputée « ronde » pour son rapport de longueur de 3 @ 1, mue par des voiles carrées et à rames avec plusieurs gouvernails latéraux puis un seul | construite et assemblée en bois (souvent importé), réputée « ronde » pour son rapport de longueur de 3 @ 1, mue par des voiles carrées et à rames avec plusieurs gouvernails latéraux puis un seul |

Les plus imposantes unités, construites selon le principe « longitudinal sur bordé » et « arquées par un câble de tension axial » pouvaient être considérables (Pomey, p. 5). Longues de 20 m et plus pour un poids de coque jusque 38 t. et un port en lourd jusqu’à 112(!), elles transportaient aussi bien les souverains que le « blé royal », des obélisques en granite ou des pierres destinées à servir d’ancres et, bien sûr, en temps de guerre, les troupes elles-mêmes.
Les auteurs ont démontré que, contrairement au fluvio-maritime moderne qui est soumis aux règlements fluviaux lorsqu’il navigue en rivière, c’est le maritime qui impose ses normes au fluvial nilotique : la logistique et « le vocabulaire technique des chargements et déchargements [sont, avec les autres, ceux] qu’on retrouve dans l’espace maritime » (Arnaud, §103).
À cause de cette parenté structurale et administrative, « le fleuve est en partie perçu comme un espace maritime » même si certaines restrictions fluviales - allant de soi - s’appliquent à la navigation mixte, notamment « l’interdiction de naviguer de nuit ou par mauvais temps » (Arnaud, §102) puisque, contrairement à un cliché largement répandu, le fleuve est tout, sauf « facilement navigable » (Somaglino. p. 127).
À part ces quelques restrictions, la très riche documentation prouve donc « une navigation de type fluvio-maritime (sic) » (Arnaud, p. 105), puisque « des navires de mer ont parcouru le fleuve » (Arnaud, §100). Mais, même si le « transbordement de la cargaison maritime de la navigation [descendant] le Nil » (Yon & Sauvage, p. 75 & 82) est occasionnellement classique, le fleuve des Pharaons NE constituait PAS du fluvio-maritime au sens contemporain du terme : l’Égypte ancienne N’a PAS élaboré des navires de mer spécialement adaptés au fleuve; à peu près TOUS les navires de mer pouvaient, à l’occasion, le remonter et le naviguer dans des conditions favorables au moins jusqu’à la première cataracte (longue d’environ 10 km (Somaglino, p. 140) jusqu’où ils ont côtoyé des unités fluviales. (Voir tableau plus bas).
Cependant, même si les bouches du Nil « constituent une difficulté redoutable à l’interface […] avec la Méditerranée » (Somaglino, p. 138), les navires de mer ont remonté le Fleuve non pas – comme on s’y serait attendu – durant les crues : bien qu’un niveau d’eau supérieur produise des profondeurs plus importantes, les inondations ont aussi le désavantage de submerger et de masquer des obstacles qui, normalement, servent de repères ripariens. Ce danger supplémentaire pour la navigation maritime d’un enfoncement (ou tirant d’eau) plus important, « champs et levées étant recouverts par l’inondation, le lit du fleuve [étant] difficilement discernable, [...] pouvait […] entraîner des échouements. » (Somaglino, p. 128).

#### Les régimes éoliens
Ce n’est donc pas LE Fleuve - qui a la réputation de tout régir en Égypte -, mais la mer qui détermine la navigation nilotique. En premier lieu : les vents. Alors qu’en été, ils sont particulièrement favorables aux navigations maritimes (notamment à cause de leur modération et régularité relatives) et fluviale (pour l’orientation), en hiver, ils sont de secteur nord, donc propices à la remontée du maritime contre le courant au moins jusque Thèbes – alors la capitale administrative de l’Empire fluvial - (Yon & Sauvage p. 97) : les flottes maritime et fluviale se côtoient alors systématiquement. Le reste du temps, les vents sont généralement favorables à la descente.

#### Avantages collatéraux de navigations hybrides
La navigation mixte comporte certains avantages collatéraux non négligeables pour la flotte maritime : étant supervisée, sinon contrôlée, elle échappe à peu près complètement à la piraterie et autres exactions des Peuples de la mer (Yon & Sauvage, p. 76). Sur le fleuve règne la pax aegyptiana maritime; pas sur la Méditerranée, ni parfois même pas sur le Bassin Levantin.
La navigation ou le mouillage en eau douce, la mise à sec des bâtiments, l’entreposage avant remontage, et, mieux encore, la combinaison de ces facteurs, permettent aussi un contrôle des tarets, particulièrement dévastateurs en climat subtropical (Tallet, p. 55).

#### «Portage» et démontage de la flotte maritime
Alors que la flotte spécifiquement fluviale est facilement halable ou transportable telle quelle par voie terrestre, les plus grosses unités maritimes nilotiques sont souvent conçues pour être démontables (donc sans tenons fixes, mais doublés (Somaglino, p. 139) : soit pour servir de tombeau royal, soit pour être entreposées pendant les périodes plus ou moins prononcées de chômage, soit pour être transportées « en pièces détachées » (Tallet, p. 34), avec leur cargaison jusqu’à la Mer Rouge. Elles étaient alors « rassemblées sur la côte » avec une mortaise dédoublée (p. 44). Moyennant une main d’œuvre relativement abondante, on peut alors considérer l’ensemble de ces opérations comme une variante de portage puisque navire, cargaison et équipage étaient transportés ensemble par voie terrestre avant de redevenir opérationnels sur l’eau.

#### La navigation nilotique, précurseur du modèle maritimo-fluvial
Sur le Nil, « la batellerie […] singulière […] sans équivalent dans l’histoire maritime des civilisations antiques » (Pomey, p. 23) NE correspond donc PAS à la définition moderne du fluvio-maritime en dépit de ses exceptionnelles versatilité et variétés.
Même si les auteurs du colloque ont utilisé adéquatement et à bon escient le terme de fluvio-maritime dans le contexte de leur Colloque, il ne convient pas pour désigner des plans d’eau hybrides (deltas, baies, golfes…) où se côtoient des flottes maritimes et fluviales. Plus ou moins long et plus ou moins bien déterminé, un tel domaine commun devrait s’appeler – pour le distinguer du navire - maritimo-fluvial.

### Du concept antique à la réalité moderne: complexité de la navigation maritimo-fluviale
Les études bien documentées sur le Nil montrent comment une contrainte météorologique particulière — le mare clausum de facto en hiver — a suscité la navigation maritimo-fluviale sur le Nil grâce à des flux éoliens favorables.

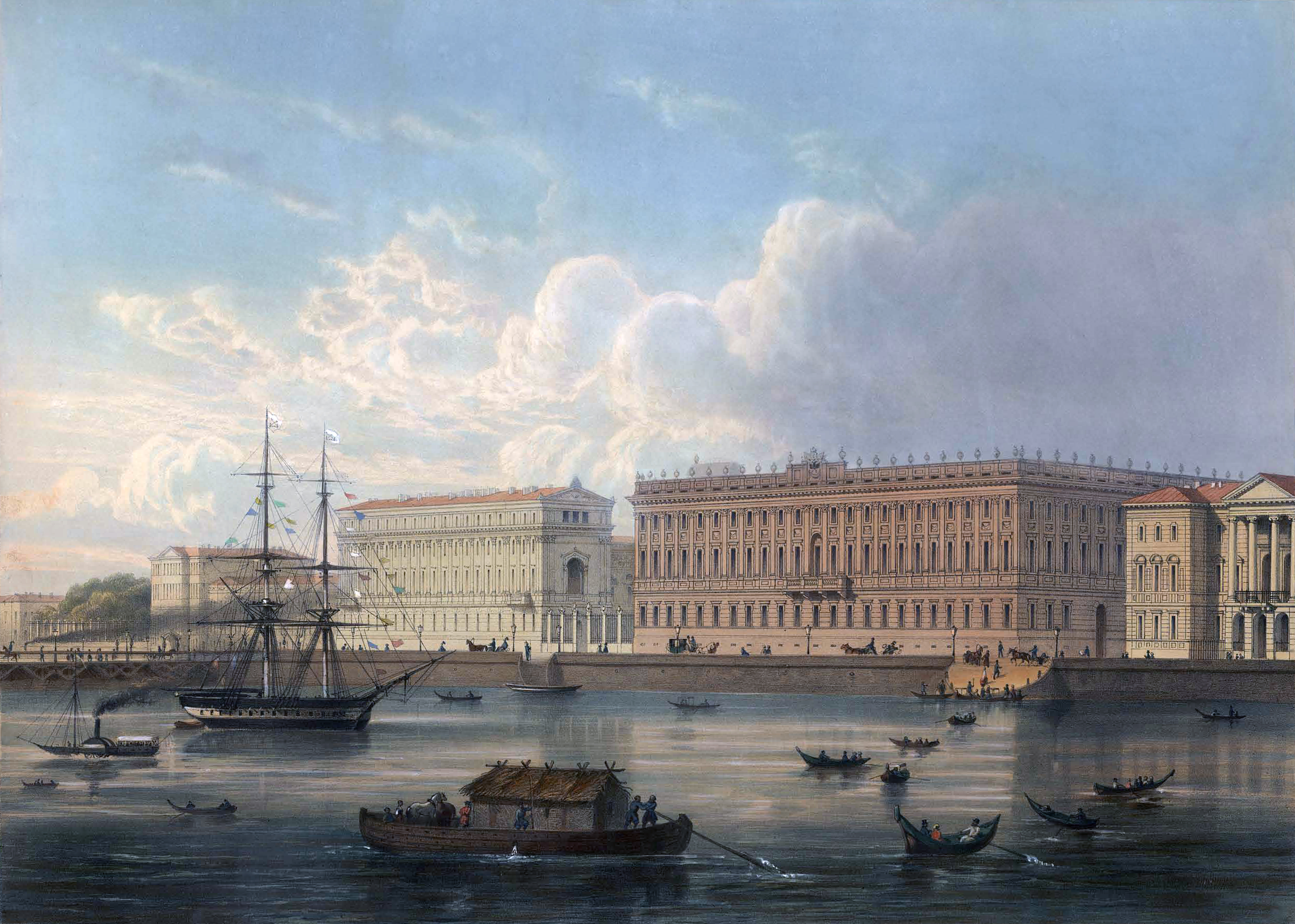
Flottes devant le Palais de marbre à Saint-Pétersbourg

D’autres variables sont subordonnées à celles principalement étudiées par les auteurs : la profondeur d’eau dans le fleuve, la disponibilité des facilités de manutention, le besoin de pilotage pour les navires maritimes, la coexistence — inévitable et condition sine qua non de ce type de navigation — de flottilles très différentes, etc.
Sans qu'il soit possible de déterminer précisément l'apparition du phénomène, les domaines maritimo-fluviaux où, dans un bief plus ou moins bien déterminé, se côtoient navires de haute mer et bâtiments fluviaux, s'imposent d'abord à la suite des progrès en construction et navigation (galères et portulans de Venise, par exemple), puis des grandes découvertes et la navigation au long cours, transatlantique et circumplanétaire. D'innombrables marines  dépeignent la cohabitation des deux types de bâtiments.
Les critères, paramètres, etc. du maritimo-fluvial sont :

#### Les régimes éoliens
Jusqu’à l’ère industrielle, la direction des vents était déterminante pour le maritimo-fluvial.

##### Vent dominant contre le courant – Exemple: la Loire
Fleuve relativement rectiligne après la courbe d’Orléans, « les vents d’ouest dominants permettaient de remonter […] à la voile jusqu’à Orléans » (p. 42) pendant que, « pour la descente du fleuve, […] les bateaux étaient portés par le courant. » (p. 46) Mais, « les pautres et gouvernails [étant] inefficaces, les mariniers devaient prendre appui sur le fond du fleuve pour se diriger. »

##### Vent avec le courant – Exemple: le Guadalquivir
Durant la saison traditionnelle de navigation de mai à septembre, sur le Guadalquivir (relativement rectiligne à ± 030°), les vents dominants descendent du nord à force 4 : l’idéal pour lancer ces campagnes d’« exploration » à l’origine de la fortune nouvelle de cette ville, « l’une des plus grandes du monde » au début du XVIe s. (Wiki)
Avec une marée de quelque 2m, le courant généré par le flot permettait de remonter le fleuve jusqu’à Séville.

##### Vent de travers
En principe, il s’agit de l’orientation la plus favorable : sur un bief relativement rectiligne, les navires tant montants que descendants peuvent naviguer aux allures portantes.
Dans les faits, les lois et règles de l’aérodynamique éolienne font que les vents ont tendance à suivre les vals des lits fluviaux à peu près comme l’eau qui s’y écoule. Ainsi, sur les quelque 600km presque rectilignes et franc nord qui séparent le lac Champlain de New-York, les vents dominants d’ouest soufflent généralement vers le sud; les courants dépressionnaires d’est dans le sens contraire.

##### Cours à méandres
Sur les moins de 100 km à vol d’oiseau qui séparent Le Havre de Rouen, la Seine parcourt une fois et demie le trajet. Sur le Mississippi inférieur, le rapport est de 121 à près de 400. En dépit de la complexité des vents dans les circonstances, ces deux estuaires comptent parmi les biefs maritimo-fluviaux les plus actifs depuis des temps immémoriaux.

#### Le débit d'eau
Des régimes éoliens favorables sont insuffisants pour la navigation mixte maritimo-fluviale si le bief est pauvre en eau : « pour pouvoir être utilisée à n'importe quel moment par des navires de gros tonnages et de tout gabarait, il faut - si banale que puisse être cette affirmation - que [la rivière] soit riche en eau. » Pour les plus grands fleuves du monde (Amazone, Nil, Mississippi, etc.), au débit supérieur à 10.000m3/s., le problème ne se pose guère. Quant à la Basse-Seine - où on est très loin de ce compte -, elle « semble une excellente vois navigable » parce qu'elle ne connaît « pas de crues ou de maigres catastrophiques » (Dumans, p. 278).

#### L’estuaire à marée
À défaut d'eau fluviale, les ondes intermittentes des marées peuvent générer des biefs maritimo-fluviaux relativement longs. C’est le cas de l’Odet, avec un débit d'à peine 7m3/sec, qui a connu autrefois quelque 20km d’une intense navigation maritime combinée à des déplacements fluviaux même sans navigation de ce type en amont de Quimper.
Avec un débit dix fois supérieur, la Vilaine était le prototype d'un bief maritimo-fluvial complexe : « après la canalisation de la Vilaine à la fin du XVIe siècle, plus de 150 vaisseaux y abordaient en une seule marée »; avec la réalisation du canal de Nantes à Brest inauguré en 1 858, et la canalisation de la rivière elle-même à 132 km d'Arzal jusque Rennes, le carrefour de Redon en devint « le port d'approvisionnement ». Comme souvent dans des cas comparables, ce port de mer intérieur  combinait ses activités avec un avant-port, La Roche-Bernard, fréquenté par « près de 200 navires venant de tout l'arc atlantique » où on transbordait aussi en fluvial.
La Charente dont « 103 [km sont classés navigables] en maritime », propose des aménagements « mixtes » (sic!) avec 2 écluses hors gabarit Freycinet et une seule vraiment maritime à double busc à Saint-Savinien.
D'autres abers navigables en fluvial en Bretagne comme la Rance, l'Aulne, le Blavet débouchent sur des rades avec des ports de mer - souvent militaires : Lorient, Brest...
Comme d'innombrables autres cours d'eau de la côte atlantique et de la Manche, la plupart de ces fleuves côtiers ne desservent plus aujourd'hui de navigation commerciale - mais intensément - la plaisance.
Du régime de ces cours d'eau, il résulte que la navigation peut n'y être « qu'une navigation de marée. » Ainsi, Monique Dumas a montré que, sur la Basse-Seine, après plusieurs heures sans voir un seul cargo, « c'est presque une flottille qu'on voit monter sur Rouen ou en descendre. » (p. 298).
Après avoir rappelé que « la navigation à voile avait beaucoup [...] de mal à lutter contre un courant quelconque. » (p. 279), son étude datant de 1 956, précise que, dans un bief maritimo-fluvial, la marée est soumise à d'innombrables facteurs y affectant la navigation : mascaret, étales et renverses, pression atmosphérique, horaires et coefficients des marées, grabouillage (phénomène où « l'eau commence à monter, bien que le courant d'ebbe subsiste toujours. » (p. 282). L'importance de ces phénomènes est telle que marins et pilotes de Basse-Seine ont leur vocabulaire propre pour désigner les marées de revif et de déchet (p. 283) selon qu'on se trouve entre M.E. et V.E. ou le contraire. Et marée paresseuse pour le fait que « le commencement du flot se trouve retardé » par les vents d'amont (susceptibles d'une décote de 40cm) ainsi qu' « engainer » (monter en Seine) ou «décapeler » (gagner la mer : p. 288).
Pour la manutention, plusieurs cas de figure se présentent : le bassin maritimo-fluvial est équipé de quais à flot (Rouen); il permet seulement l'échouage; il s'agit d'une combinaison comme à Quimper (ou encore il est doté d'un bassin à flot). Dans le premier cas, ce sont les marées de vives-eaux qui sont déterminantes car elles présentent aussi les cotes les plus basses(!) qui doivent convenir au tirant d'eau des navires maritimes; dans le second aussi, mais cette-fois pour pénétrer aussi profond que possible dans l'estuaire quitte à s'y échouer paresseusement.
À cause des flux (diurnes ou semi-diurnes), ces cours d’eau imposaient des défis déterminants à la voile : dans l’incapacité de gérer les courants suffisants en 6 (ou 12) heures, les navires devaient jeter l’ancre pour attendre la prochaine renverse de courant favorable; avec un courant portant pouvant dépasser 10 km/h en période de crue, il est difficile voire impossible de naviguer contre le vent – et même sans : au mieux, le navire est assez petit pour louvoyer; sinon il se place en travers, et, pire, il est ingouvernable. En attendant les remorqueurs à vapeur, puis les automoteurs, les capitaines pressés et osés pouvaient mettre à l’eau une barque avec de solides rameurs devant leur embarcation – pas trop grosse – pour en maintenir la proue dans le chenal.
Si on combine judicieusement courant de marée et propulsion du navire, la navigation est relativement aisée. Mais la plaisance ne peut parcourir la Basse-Seine sur un seul marnage qu’avec une vitesse d’une vingtaine de km/h (impossible à l’époque de la voile). À 10 km/h et moins, la chose n’est même pas envisageable.
Avec des vitesses moyennes de 3 à 6 kn, il est en principe possible de remonter et de descendre la rivière en un seul marnage, même sous le seul effet du courant de marée (± 10 milles nautiques / 6 heures-marée = moyenne de 1,1/3 kn.) Avec le flot, un bâtiment gagnera de plus en plus en hauteur d’eau; avec le jusant, plus la marée baissera, plus le navire accèdera à des eaux – en principe – plus profondes : sur l’Odet pratiquement asséchant à Quimper, 1m à l’Anniron, 2,9 au manoir Lanroz et un maximum de 10 en plein milieu dans les gorges du Vire-Court (où les courants sont aussi les plus forts…) Ce sont ces considérations qui, du temps de la voile, ont fait le succès parfois maritimo-fluvial de nombreux abers.
À côté de ces longs cours d’eau compliqués à naviguer à la voile, des estuaires beaucoup plus courts ou plus rectilignes permettaient de remonter en une seule marée.

#### Pilotage obligatoire ou recommandé
La complexité de la navigation dans les biefs maritimo-fluviaux a pour conséquence le pilotage obligatoire ou recommandé. Loin d'être un métier où le professionnel se contente de monter à bord, puis le quitter une fois son ouvrage achevé, Monique Dumans montre, en conclusion, la rigueur et les aléas de cet art encore régi par une corporation : si le débarquement est impossible dans l'estuaire « en rade de la Carosse, [le pilote] est [était(?)] forcé de rester jusqu'à la prochaine escale : Cherbourg, Rotterdam, voire Dakar. » (Dumans, p. 309)

#### Premiers rapides ou hauts-fonds limitant la profondeur d’eau
Dans les régions accidentées ou montagneuses, toute navigation cesse en aval du rapide ou haut-fond où commence l’aber (souvent au terme du courant de marée). S’ils sont assez longs et, surtout, assez profonds, ces biefs ont fait l’objet de navigation maritimo-fluviale assez intense. C’est le cas des innombrables fleuves côtiers de la côte atlantique nord-américaine qui, en pénétrant plus ou moins profondément dans les côtes (souvent au-delà de 100km) ont été – à voile – les premiers outils de colonisation du continent : fleuve Saint-Jean au Nouveau-Brunswick; les innombrables « inlets » de la Nouvelle-Angleterre (Penobscot, Kennebec, Connecticut...) et des 13 autres colonies; le Rio Grande au moins jusque El Paso; etc.

#### Bâtiment dédié
Un bief maritimo-fluvial peut être navigué de manière suffisamment intense pour qu’un type de bâtiment propre y soit développé. Sur la Seine, la gribane de Seine (sic!) était utilisée « pour le bornage, c'est-à-dire pour la navigation [...] de petit port en petit port. Elle était adaptée aux conditions locales de navigation. » Sur l'Odet, « les jours de grande marée, les lougres, puis les goélettes et les sloops, plus tard les vapeurs - [tous navires de mer] - s'alignent le long des quais » de Quimper. Ces voiliers naviguaient de conserve avec une flottille de bateaux à moteur faisant la navette entre Quimper et Bénodet.
Le bâtiment propre au bief maritimo-fluvial soit lui-même est mixte et va en mer (le lougre chasse-marée de l'Odet), soit se contente de le partager avec des navires de haute mer (gribane de Seine). Visuellement, leur silhouette ressemble à celle des goélettes du Saint-Laurent (voir plus haut) : pas étonnant, les conditions de navigation étant similaires...

#### Baies et bassins - Exemple: Venise
Le succès des petits abers tant bretons, qu’irlandais ou britanniques, s’explique souvent par le fait que, à l’occasion, ils s’élargissent pour « former un vaste lac intérieur » comme la baie de Kerogan sur l’Odet. Ou le Tappan Zee avant New-York où le fleuve Hudson a plusieurs km de large…
Sur tous les continents, des baies, bassins, lagunes et autres variantes ont favorisé la rencontre des navigations maritime et fluviale : Venise et son réseau de canaux, certains « larges et profonds (environ 15m [aujourd’hui et par dragage…]) assurant la navigation […] vers la mer »; avec ses 3,8 km, le Grand Canal est le précurseur de nombreux autres biefs maritimo-fluviaux. Tout y est mixte : les fondachi, aussi bien entrepôts que résidences; galères produites par l’Arsenal et frêles gondoles ainsi que traghetti, gondoles intermédiaires « manœuvrées par deux gondoliers, [peuvent] transporter jusqu’à 14 personnes »; et même des commerçants locaux et vénitiens ou étrangers (Turcs et Allemand, notamment). À partir de cette colonne vertébrale en S, d’innombrables autres petits canaux ont fait la fortune des gondoliers et des nombreuses îles qu’ils reliaient, mais aussi un réseau de cours d’eau plus ou moins proches, ultérieurement reliées à la lagune par des canaux parfois éclusés : à l’ouest, Brenta (et même le Pô); à l’est, Sile, extrêmement tortueux et navigable jusqu’aux approches de Trévise.
En Amérique du nord, de vastes baies et bassins, ont favorisé le contact des navigations fluviales et maritimes, et largement contribué à la colonisation initiale du continent (voir plus bas).

#### Port et avant-port
Basse-Seine, Mississippi inférieur, Odet, fleuve Hudson…, bon nombre de biefs sont caractérisés par un port et un avant-port aux deux extrémités maritimo-fluviales; exemple : les ports du New-Jersey et de l’état de New- York jusqu’à celui d’Albany à quelque 250km; Le Havre et Rouen; Bremerhaven et Brême; à peu près tous les ports intérieurs des Pays-Bas…

#### Pont terrestre
À part les phénomènes naturels vus ci-dessus qui limitent les profondeurs, l’extrémité amont d’un bief maritimo-fluvial est souvent artificiellement marquée par un pont non maritime (n’ayant pas le tirant d’air voulu pour les bâtiments de mer), mais terrestre (et convenant à la batellerie fluviale).
Depuis la construction d’ouvrages d’art avec un tirant d’air – fixe ou mobile - permettant le passage des plus grands cargos, paquebots ou grands voiliers, le premier pont ne constitue plus nécessairement cette limite.

#### Documentation cartographique
Dans la mesure où le portulan décrit avec la précision de l’époque les atterrissages dans les rivières navigables par les navires et une certaine batellerie fluviale, ces documents sont, pour les biefs maritimo-fluviaux d'alors, les précurseurs à la fois des Instructions et des cartes nautiques.
Dans les abers isolés au lit variable, la connaissance des conditions locales se transmettait surtout par le commandement des navires de mer et les corporations de bateliers par le bouche à oreille. Les cartes nautiques n’apparaissent que lorsque la vapeur concurrence la voile : la carte du delta du Danube due au capitaine cartographe Washington publiée le 17 octobre 1 861 par l’Amirauté britannique, en est un bon exemple. Elle couvre tout le secteur toujours maritimo-fluvial de nos jours jusque Galati et Braila.
Cette emprise du maritime sur le fluvial (retour au Nil antique…) explique en partie pourquoi, au Canada – longtemps resté une colonie ou un gouvernement sous le giron de Londres -, les règles de navigation et – plus particulièrement – la cartographie sont d’inspiration sensiblement identiques.
Le traitement différent par deux juridictions officielles propres d’un bief maritimo-fluvial, est rare : elle est de fait sur le bas Mississippi (de Bâton-Rouge au delta) où les deux organismes publics, NOAA et USACE ont publié chacun leur lot de cartes. Avec l’évolution récente de la cartographie numérique, elles sont devenues particulièrement différentes.

#### Canaux maritimo-fluviaux
D'abord presque exclusivement fluviaux, puis maritimes, quelques canaux sont d’un gabarit et d’un usage maritimo-fluviaux. Le canal de Constanta a des écluses de 310m x 25 : de la même longueur que ceux du canal – maritime - de la Mer du Nord à la Baltique, mais 50% uniquement de la largeur et, avec 7m seulement, une profondeur de 4 de moins. Conçu initialement pour un convoi poussé de 6 barges pour un total de 18.000 tonnes, ce canal représente la symbiose du fluvio-maritime dans le vaste réseau maritimo-fluvial du delta du Danube.

#### Aides à la navigation
Longtemps sommaire (simples pieux plantés aux limites du chenal navigable) jusqu’à la généralisation des phares et des autres aides à la navigation moderne (balises, alignements, etc.), dans tout bief maritimo-fluvial, les aides à la navigation sont de type maritime : fleuve Hudson, Bas-Mississippi, Basse-Seine, biefs inférieurs du Waal (le confluent commun de l'Escaut, de la Meuse et du Rhin), de la Weser, de l’Elbe ainsi que de la Tamise.

#### Aménagements
À part le cas particulier de la centrale marée-motrice de la Rance, la section mixte soumise à marée a autrefois rarement été l'objet d'aménagement autre que le dragage. (Une section rigoureusement fluviale, en revanche, connaît de nombreux types d'aménagements : barrages éclusés, chemin de halage, canal latéral, avec ou sans rigoles et étangs d'alimentation, ascenseur à bateaux, etc.)
Exceptions : le canal de quelque 15km « d'Abbeville jusqu'à Saint-Valery-sur-Somme [...] autrefois maritime dénommé canal du Duc d'Angoulême; » le canal maritime de Caen à la mer dont les écluses jumelles présentent la caractéristique - éminemment maritimo-fluviale - d'un petit et d'un « grand sas ».
En revanche, les biefs maritimo-fluviaux de quelques grands fleuves ont - et font encore - l'objet d'aménagements intenses. L'étude de Monique Dumans en rend compte avec détails pour la Basse-Seine (voir plus haut).
On peut « visualiser » l'évolution de l'estuaire de ce dernier bief maritimo-fluvial près de Tancarville, en affichant successivement sur Géoportail les diverses couches cartographiques : carte des Cassini au XVIIe s., carte de l'état-major (1 820 - 1 866), carte de 1 950 et topographique IGN.
Quant au Mississippi, il faudrait une section complète d'une bibliothèque spécialisée. Dans un titre évoquant la virulence de ces aménagements (Le delta du Mississippi : une lutte à finir entre l'homme et la nature), Rodolphe de Koninck en fait la synthèse et avance, en conclusion, que « l’agriculture et l’industrie, non pas tant celles qui ont leurs assises dans le delta mais celles qui ont besoin, dans tout le bassin du Mississippi, [exigent] un fleuve calme, subjugué, endigué, dompté. Dans ce contexte, il semble bien que les chances de survie du delta naturel soient minces. » (p. 40).

#### Juridiction et règlementation
Jusqu’aux temps modernes, les juridictions entre navigations maritime et fluviale étaient déterminées d’une part par le pavillon royal, occasionnellement cédé par privilège à des tiers (comme la Compagnie des Cent-Associés), ou, de l’autre, la corporation de la batellerie locale. Lorsque les conditions physiques le permettaient, les deux se côtoyaient donc dans des biefs ad hoc.
Dans la colonisation du Nouveau-Monde, c’est cette règle qui a causé certaines révolutions d’indépendance : si l’histoire a cristallisé celle des États-Unis autour du fameux ballot de thé, le fait est que le privilège de pouvoir le transporter, expressément réservé par la Couronne britannique aux seuls bâtiments battant son pavillon, était depuis longtemps déjà largement contesté par une contrebande locale vigoureuse.
Depuis l’ère de la vapeur, les bâtiments fluviaux admis dans un bief maritimo-fluvial doivent se conformer à la réglementation maritime. Lorsqu'on doit embarquer un pilote à quai, cette adaptation se fait – en quelques minutes – à terre.

#### Conclusion: le maritimo-fluvial, une réalité complexe et variable
Étant donné le grand nombre de critères d’après lesquels peut se définir un bief maritimo-fluvial, aucun ne peut - ni ne doit - satisfaire à tous : l'Odet, par exemple, n'est navigable que parce que c'est « une vallée fluviale envahie par la mer »; sur la Basse-Seine, la marée remonte encore pendant quelque 40km jusque Poses (Sandrin, p. 14), où se trouve la première écluse fluviale...
L’inventaire exhaustif des biefs maritimo-fluviaux de l'époque de la voile et de la vapeur serait assurément fastidieux. Celui des domaines contemporains, probablement assez limité de par le monde, reste à faire.
En annexe, quelques considérations particulières.

### Du fluvial léger pré-colombien au maritimo-fluvial en Amérique du Nord
Parallèlement au fluvio-maritime nilotique ancien, durant sensiblement la même période, d’autres peuplades ont développé une embarcation traditionnelle présentant à peu près les mêmes caractéristiques et qualités, même si le matériau est différent : le canot d’écorce. Divergence essentielle : cette embarcation a été utilisée pratiquement sur toutes les voies navigables du continent nord-américain.
À la suite de leur rencontre avec les premières nations, les embarcations maritimes des pêcheurs basques, puis celles des découvreurs ont d’abord navigué de conserve avec eux dans le Golfe et l’estuaire du Saint-Laurent, promu au rang de plan d’eau maritimo-fluvial.
Par la suite, durant la découverte, les colonisations puis l’exploitation des ressources de ce qu’il est convenu d’appeler le nouveau monde, le canot traditionnel va partager des biefs bien déterminés avec les nefs, puis une flotte en très rapide évolution, mais radicalement opposée.

#### Le canot de Maître dans le bief maritime à voile
À la suite de ces contacts occasionnels s’y sont succédé des navigations bien particulières.
Pour le commerce des fourrures, les explorateurs ont adapté le canot d’écorce amérindien.
Encore fragile, mais toujours facile à réparer et resté relativement léger (donc portageable), il est passé de 3 [canot du nord] jusqu’à 11 mètres [canot de maître] pour « deux à quatorze personnes avec leurs bagages et leurs marchandises » (I, p. 137). Dans sa version la plus monumentale, le rabaska, avec beaucoup de fret, sur des itinéraires parfaitement connus, on portage dans les rapides; en montant avec généralement moins de chargement. (La navigation avalante ressemble alors à celle « au fil de l’eau » des fleuves d’Europe.)
https://upload.wikimedia.org/wikipedia/commons/4/42/Shooting_the_Rapids_1879.jpg?download
En dépit de quelques courts canaux (la plupart sans écluses) creusés dès la fin du XVIIIe siècle ici et là, on transborde dans les navires océaniques, à Québec, bien sûr, mais avec de plus en plus de connaissances et d’aménagements du fleuve, progressivement à Montréal : la flotte maritime (trois-mâts carrés, trois-mâts barque, bricks et, plus petits, brigantins, senaux et goélettes franches) côtoie alors les canots de maîtres des négociants et les chaloupes toutes fluviales des colons.
Entre les deux catégories et les deux ports, une batellerie fluviale et de cabotage très active se développe parallèlement : chalands, barques, gabar(r)es (I, p. 131), voire grande chaloupe (biscayenne) et barque pontée (I, p. 136). Pour son rôle décisif pour le transport de troupes sur le Saint-Laurent, la marine de guerre, dont les navires sont plus imposants, mieux armés, plus rapides, etc. n’a pas que peu – même si seulement occasionnellement - contribué à l’essor du maritimo-fluvial sur le fleuve et dans son estuaire.

#### Le radeau dans le plan d’eau maritimo-fluvial à vapeur
Avec l’effondrement assez subit du commerce des fourrures, deux autres esquifs nouveaux sur le continent, remplacent les canots d’écorce : le batteau [sic!], amplement exploité durant les guerres coloniales, et, stimulé entre autres par le blocus continental de Napoléon, le radeau ou cage (I, p. 151 à 153 et 261 à 263). Soumis aux mêmes aléas que les canots dans les rapides, il est fret presque pur : cambuse, gréement et « matelots » représentent un poids insignifiant. Très peu manœuvrant, il requiert un équipage de cageux d’une part vigoureux, de l’autre expérimenté : sans être à proprement parler un navire, il bénéficie d’une priorité quasi absolue sur les autres bâtiments.
Comme les radeaux n’empruntent pas les canaux, de plus en plus nombreux, ils doivent « sauter » les rapides en sections plus étroites, les drames. Elles étaient alors scindées en cribes, puis reconstituées en aval avec des liens végétaux (pas de métal…), principalement de la hart rouge (cornouiller stolonifère). Certains obstacles sont contournés par des glissières (5 sur la rivière des Outaouais) où, en 1843, « 11 390 radeaux franchirent les chutes de la Chaudière à Hull » (aujourd’hui Gatineau, en face d’Ottawa – I, p. 262). Au fur et à mesure du développement des performances de la vapeur, les radeaux étaient remorqués sur tout ou partie du trajet.
La cohabitation entre les radeaux, lents et peu manœuvrables, et les vapeurs, en plein développement, posait nombre de problèmes, surtout dans le bief conjoint entre Montréal et Québec, de plus en plus fréquenté par des bâtiments maritimes. Ils sont évoqués dans la littérature : au Québec, comme sujet principal de l’œuvre intitulée La corne de brume et, aux États-Unis, dans de nombreux romans de Mark Twain.
Le tableau ci-dessous propose une synthèse de l’esquisse de cohabitation maritimo-fluviale entre Québec et Montréal avec quelques rapides (barre oblique), puis de plus en plus d’écluses (degrés pointillés).

#### Montréal: port, bassinsc canal maritimo-fluviaux et... industrialisation
La dernière version du canal de Lachine en 1 873, avec une « profondeur de 6 mètres [aux deux premières écluses], permettant aux navires océaniques d'y pénétrer, en faisait le terminus de Montréal » et « le point de transfert intermodal par excellence. »
Cette configuration ressemble au complexe industrialo-portuaire fluvial de Duisbourg en Allemagne. À l’exception des gabarits des voies d’eau, ces deux zones sont tout-à fait comparables : « berceau de l’industrialisation », « miracle économique », zones de transbordement remarquables.
Les premières écluses du canal de Lachine (comme encore aujourd’hui celles des canaux de Duisburg) jouaient alors le même rôle que celles d’un bassin à flot, mais SANS marée : le maritimo-fluvial s’interrompant normalement à la première écluse ou au premier pont à faible tirant d’air, à Montréal, ce type de configuration est tout-à-fait exceptionnel puisque c'est le domaine maritimo-fluvial qui s’immisce dans les bassins du canal. Nulle part ailleurs dans le monde on ne trouve sur un parcours aussi long la mixité maritimo-fluviale totale (± 550 km si on intègre aux bassins adjacents l’amorce des précurseurs du fluvio-maritime, les lachine ou lacquiers).
Se pose alors la question de savoir si ces bassins « à flot » représentaient un port intérieur (comme à Duisburg) ou de type maritime : à défaut du concept de domaine maritimo-fluvial, il faudrait recourir aux termes – approximatifs – de bassin à flot SANS marée ou port intérieur maritime. C’est la Voie maritime du Saint-Laurent (Seaway) qui fournira la réponse.

#### Importance économique
Rôle économique exceptionnel du Nil antique; sur le Saint-Laurent, exploitation commerciale des fourrures, intense même si relativement éphémère; puis, beaucoup plus durablement, du bois d’œuvre flotté; enfin, vaste zones industrielles intégrées de part et d’autre des écluses doubles et jumelées de la section maritimo-fluviale du canal de Lachine : le domaine maritimo-fluvial est un stimulant économique exceptionnel. (Il ne décline guère que sous diverses contraintes incontournables : au canal Lachine, l’incapacité de procéder à un ultime élargissement de la voie navigable à cause de la densité urbaine.)
Sur le Mississippi, le nombre des entreprises liées à la navigation installées sur les rives (y compris pour la plaisance) est significativement plus élevé sur les quelque 235 milles terrestres maritimo-fluviaux de l’embouchure au delta jusque Bâton-Rouge que dans la partie exclusivement fluviale de là jusqu’à Cairo (715 milles) où on n’en trouve guère que dans les trois pôles économico-urbains de Cairo, Memphis et Vicksburg alors qu’ils sont pratiquement continus de la Nouvelle-Orléans à Bâton-Rouge. Même dans le delta - aux levées systématiquement inondables -, on en trouve un nombre impressionnant, y compris un complexe industrialo-portuaire de quelque 4,5km2 à Venice (MI).
| Mississippi : nombre d'établissements maritimes et fluviaux                     |                          |           |                         |              |
|                                                                                 |                          |           | Nombre d’établissements |              |
| Domaine                                                                         |                          | Milles t. | Total                   | Prorata / mt |
| Maritimo-fluvial                                                                | Embouchure à Bâton-Rouge | 235       | 650                     | ±2,75        |
| Fluvial                                                                         | Bâton-Rouge à Cairo      | 715       | 270                     | ±0,38        |
| D’après USACE – Carte de navigation du Mississippi de Cairo au Golfe du Mexique |                          |           |                         |              |

### Définitions
| Définitions | |
| (caboteur) fluvio-maritime                                                                                      | (bief ou domaine) maritimo-fluvial |
| bâtiment maritime naviguant dans le domaine fluvial dont il respecte aussi les contraintes et la réglementation | plan d’eau (estuaire, delta, golfe, lagune, baie) plus ou moins délimité que se partagent des navires maritimes et des bâtiments fluviaux (avec les ajustements réglementaires respectifs appropriés) |

### Juridictions
Si le navire fluvio-maritime doit se soumettre aux règles propres du parcours fluvial qu'il emprunte, le partage des flottes dans un domaine maritimo-fluvial contraint à des accommodements très variés à tous égards.
Dans les biefs mixtes souvent soumis à marée, les navires de haute mer, contraints de serrer le centre du chenal navigable, ont la priorité absolue. Les convois fluviaux, notamment poussés, sont soumis aux règles maritimes : pilotage obligatoire, « interdiction de stationner dans le port maritime de Rouen » (p. 6), signalisation, surtout de nuit, conforme à la réglementation, etc.
En Amérique du Nord, et plus particulièrement au Canada, la signalisation étant sensiblement la même en maritime et en fluvial, c’est la ligne imposant les règles internationales pour éviter les abordages (CollReg) qui - le cas échéant - annonce le début du bief « maritimo-fluvial ». À la place de ces règles communes à toutes les eaux maritimes du monde, s’appliquent dès lors les règlementations propres aux ports, aux biefs mixtes, puis fluviaux. Par exemple, là où elle est en usage, la navigation « gauche-gauche » chère aux Européens pour utiliser « le mieux possible le courant du fleuve », est interdite.
Sur le Mississippi, les CollRegs maritimes cessent de s’appliquer au delta, au sud des deux passes principales utilisées par les cargos. Le domaine fluvial commence après le port maritime de Baton Rouge quelque 400 km (± 200 milles nautiques) plus haut. Entre les deux, le domaine « maritimo-fluvial » est l’un des plus impressionnants : fréquence élevée des cargos de haute mer croisant les trains de barges poussées les plus imposants au monde ainsi que quelques traversiers et bateaux de croisière locale (la plupart à roues à aubes)...
Outre les inévitables et nombreux règlements propres, la cartographie distingue les domaines maritimes et fluviaux : carte marine grand format, le plus souvent d’après la projection Mercator, précisant la bathymétrie d’une part ; « cahiers boudinés » de l’autre fournissant seulement de manière générale le tirant d’eau du chenal navigable…
Le Mississippi « maritimo-fluvial » est l’un des rares à avoir été cartographiés officiellement à la fois par l’organisation maritime, la NOAA (cartes no 11 367, 11 368 et 11 370) jusque Bâton Rouge, et fluviale, par l'US Army Corps of Engineers, sur près de 1.000 milles terrestres - plus de 1,500 km - de Cairo, Illinois, au delta. Les règlements propres au premier se trouvent à part dans les Instructions nautiques (Sailing directions). En fluvial, elles sont intégrées dans la carte elle-même avec nombre de renseignements connexes.
Exception rare – qui confirme le bien-fondé du concept de maritimo-fluvial : la carte marine du fleuve Fraser en Colombie-Britannique (SHC no 3490), tout à fait conforme et classique par ailleurs, précise - véritable hérésie pour les puristes - les distances depuis l’embouchure en… kilomètres.